# Doug Hemphill
Doug Hemphill (* 1955), auch unter D.M. Hemphill, D.P. Hemphill, Doug M. Hemphill, Douglas Hemphill geführt, ist ein US-amerikanischer Tontechniker und Toningenieur.

## Leben
Hemphills erstes Wirken im Film war 1979 in dem oscarprämierten Kriegsfilmdrama Apocalypse Now, wo er am Mischpult mit zuständig für den Ton war.
Für die Literaturverfilmung des Romans von James Fenimore Cooper Der letzte Mohikaner (1992) steuerte Hemphill neben seinen Kollegen Chris Jenkins, Mark Smith und Simon Kaye den Ton bei. 1993 wurden sie für diese Leistung in der Kategorie „Bester Ton“ mit einem Oscar geehrt. Der Film erhielt zahlreiche weitere Auszeichnungen. Einen weiteren Oscar erhielt er in der dieser Kategorie 2022 für den Film Dune zusammen mit Mac Ruth, Mark A. Mangini, Theo Green und Ron Bartlett und einen dritten 2025 für den Film Dune: Part Two (zusammen mit Gareth John, Richard King und Ron Bartlett).

## Filmografie (Auswahl)
Hemphill, der seit 1979 an mehr als 160 Filmen mitgewirkt hat, war weitere neun Mal in der Kategorie „Bester Ton“ für den Oscar nominiert:
- 1990: Dick Tracy (zusammen mit Thomas Causey, Chris Jenkins und David E. Campbell)
- 1993: Geronimo – Eine Legende (zusammen mit Chris Carpenter, Bill W. Benton und Lee Orloff)
- 1997: Air Force One (zusammen mit Paul Massey, Rick Kline und Keith A. Wester)
- 1999: Insider (zusammen mit Andy Nelson und Lee Orloff)
- 2003: Master & Commander – Bis ans Ende der Welt (zusammen mit Paul Massey und Art Rochester)
- 2005: Walk the Line (zusammen mit Paul Massey und Peter F. Kurland)
- 2013: Life of Pi: Schiffbruch mit Tiger (zusammen mit Ron Bartlett und Drew Kunin)
- 2018: Blade Runner 2049 (zusammen mit Ron Bartlett und Mac Ruth)
- 2025: Dune: Part Two (zusammen mit Gareth John, Richard King, Ron Bartlett)[4]

## Auszeichnungen
- 1990: BAFTA Award für  Die fabelhaften Baker Boys
- 1993: Oscar für den „Besten Ton“ im Film Der letzte Mohikaner
- 2000: BAFTA Award für Almost Famous – Fast berühmt
- 2003: BAFTA Award für Master & Commander – Bis ans Ende der Welt
- 2004: Satellite Award für Best Sound Master and Commander: – Bis ans Ende der Welt
- 2004: Cinema Audio Society Award: Outstanding Achievement in Sound Mixing für Film: Master and Commander: – Bis ans Ende der Welt
- 2006: BAFTA Award: Walk the Line
- 2006: Cinema Audio Society Award: Outstanding Achievement in Sound Mixing für Film: Walk the Line
- 2022: Oscar für den „Besten Ton“ im Film Dune
- 2022: BAFTA Award für Dune
- 2022: Cinema Audio Society Award: Outstanding Achievement in Sound Mixing für Film: Dune
- 2025: Oscar für den „Besten Ton“ im Film Dune: Part Two